# Vertigo (álbum de Eden)
Vertigo (estilizado como vertigo) es el primer  álbum de estudio del músico irlandés EDEN, lanzado el 19 de enero de 2018 a través de su propio sello MCMXCV y distribuido por Astralwerks. Fue producido, mezclado y grabado en Nueva York, Los Ángeles y Dublín. El álbum fue presentado con el lanzamiento del sencillo «start//end» el 28 de septiembre de 2017, acompañado de un video musical. El segundo y tercer sencillo del álbum, «gold» y «crash», se lanzaron el 10 de noviembre de 2017 y el 8 de diciembre de 2017, respectivamente. El lanzamiento de «gold» marcó los anuncios de la fecha de lanzamiento oficial del álbum y muestra para el 2018 Vertigo World Tour.

## Portada
| "Todo el álbum, en cierto modo, se trata de pequeños momentos y de cómo a veces pueden sentirse absolutamente, monstruosamente grandes, como hacer una montaña con granos de arena. Y cómo algo pequeño o insignificante puede ser realmente un gran problema para ti."——EDEN, V Magazine |

Todo el vertigo fue escrito, grabado, producido, mezclado y masterizado por EDEN, con muy poca ayuda externa.
En la tercera edición de su serie de videos anual, 365x, EDEN declaró: "Este álbum ha sido para mí desde que empecé a pensar en trabajar en él, hace años. Ha sido un catalizador de cambio de muchas maneras para mí, y el me enseñó mucho más sobre mí que nunca pensé que sería. Hice el vertigo por mí mismo, pero ahora está terminado. Así que tal vez sea para ti".
En una entrevista con THRDS, se le preguntó a EDEN acerca de su proceso de pensamiento al elegir el título del álbum. En respuesta, dijo: "Es realmente raro porque cuando comencé a pensar en el álbum siempre lo llamaba vertigo. Simplemente se sentía justo en ese momento. Realmente no me senté y pensé en ello. Creo que el álbum tiene mucha desorientación en él, no sónicamente sino como en el contenido de la letra y en lo personal. Como dije antes, simplemente se sentía bien y eso es lo que quería que fuera el álbum... algo que se sentía bien ".
Acerca de la publicación del álbum, EDEN dijo: "Es más como si estuviera descubriendo algo que ya está allí. Por ejemplo, cómo un arqueólogo no crea un fósil: lo está descubriendo y descubriendo, y tal vez reorganizándolo si está roto. este trabajo es aterrador, emocionante y abrumador para mí. Mucho de esto es tan personal. Este álbum no es una historia de iniciación de la vida, sino que causó uno".

## Promoción
Una búsqueda del tesoro tuvo lugar el 7 y 8 de noviembre de 2017 en 13 ciudades diferentes de todo el mundo. En las ubicaciones designadas, los carteles contenían un enlace secreto de Spotify al sencillo «gold» dos días antes de su lanzamiento. Además, también se lanzó una pista titulada «vertigo_crowd_22.10.16» en lalove misma cuenta fantasma de Spotify. La canción contiene a EDEN en su último show del Futurebound Tour de 2016 en Fort Lauderdale, Florida, en el que instruyó a su audiencia a decir ciertas palabras que se muestran en la canción «love; not wrong (brave)».
EDEN realizó cuatro proyecciones previas al álbum; uno en Dublín, Londres, Nueva York y Los Ángeles. Las proyecciones tuvieron lugar la semana anterior al lanzamiento del álbum, y se enviaron boletos gratis por correo electrónico a los fanáticos que pre-ordenaron el álbum digital a través de su tienda en línea.

## Vídeos
El video musical de «start//end» se lanzó el 28 de septiembre de 2017. Contiene tomas de varias ciudades como Dublín, Londres, París, Hong Kong, Seúl, Los Ángeles, Nueva York y Tokio.

El segundo sencillo, «gold», fue acompañado por un video musical también. El video contiene fotos de una familia que vive en el campo. Del mismo modo, el video de «crash», publicado el 8 de diciembre de 2017, muestra al exmarido de esa familia recordando su pasado.
El 19 de enero de 2018, la décima canción del álbum, «float», recibió un video musical. En el video, «otherworldly happenings» ilustran la forma en que los momentos aparentemente pequeños en las relaciones a menudo tienen un impacto masivo. Esto se retrata a través de la canción también; a lo largo de «float», muestras de vidrio quebrado y sirenas de ambulancia devuelven la voz de EDEN.

## Tour
EDEN anunció el próximo Vertigo World Tour el 10 de noviembre de 2017. El recorrido visitará ciudades de América del Norte y Europa, de marzo a mayo de 2018.

## Listado de pista
Todas las canciones son producidas, realizadas y escritas por Jonathon Ng.

| N.º | Título                    | Duración |  |
| 1.  | «wrong»                   | 1:04     |  |
| 2.  | «take care»               | 3:15     |  |
| 3.  | «start//end»              | 5:34     |  |
| 4.  | «wings»                   | 2:57     |  |
| 5.  | «icarus»                  | 6:45     |  |
| 6.  | «lost//found»             | 3:23     |  |
| 7.  | «crash»                   | 3:52     |  |
| 8.  | «gold»                    | 3:16     |  |
| 9.  | «forever//over»           | 5:42     |  |
| 10. | «float»                   | 3:18     |  |
| 11. | «wonder»                  | 4:23     |  |
| 12. | «love; not wrong (brave)» | 3:37     |  |
| 13. | «falling in reverse»      | 4:59     |  |

Personal
- Jonathon Ng – guitarra, letras, tambores, vocals, piano, diseño de sonido, producción, mezclando, mastering, ingeniería, programación, arreglo de cuerda.

Créditos de muestra
- «icarus» El vídeo propio de muestras EDEN 365x: 21.
- «falling in reverse» muestras el diálogo de Kuzco's de la película animada de Disney de 2000 The Emperor's New Groove.

## Tabla
| Gráfico (2018)                                | Posición |
| --------------------------------------------- | -------- |
| Belga Álbumes (Ultratop flanders)             | 1        |
| Álbumes canadienses (Billboard)               | 2        |
| Álbumes irlandeses (IRMA)                     | 3        |
| Álbumes de Heatseeker de Nueva Zelanda (RMNZ) | 4        |
| Álbumes de UK (OCO)                           | 5        |
| US Billoboard (Billboard_200)                 | 6        |